# Bindslev (plaats)
Bindslev is een plaats in de Deense regio Noord-Jutland, gemeente Hjørring.
De plaats telt 1155 inwoners (2008).